# Бакинская улица (Владикавказ)
Бакинская улица — улица во Владикавказе, Северная Осетия, Россия. Улица располагается в Иристонском муниципальном округе Владикавказа между улицами Пушкинской и Зураба Магкаева. Начинается от Пушкинской улицы.
Бакинскую улицу пересекает улица Декабристов. На пересечении с улицами Братьев Габайраевых и Пионеров находится северная сторона Иноверческого (мусульманского) кладбища. Далее Бакинская улица проходит сквозь Иноверческое кладбище до пересечения с улицей Гудованцева.
От Бакинской улицы начинаются улицы Народов Востока, Пионеров, Гудованцева и Побежимова.
Улица названа именем города Баку, Азербайджан.
Улица образовалась во второй половине XIX века. Впервые упоминается на Плане города Владикавказа Терской области, издание 1911 года. Обозначена под этим же названием в Перечне улиц, площадей и переулков от 1925 года.